# Roger Friedlein
Roger Friedlein (Frankfurt, 1967). Va estudiar Filologia romànica (castellà i francès) i Filologia àrab a les universitats de Frankfurt i Barcelona (1990 i 1992), i a la Freie Universität Berlin (llicenciatura el 1994). Ha fet estades d'estudis més breus al Brasil, Portugal, Espanya, Romania i Síria. La seva primera especialització en els estudis medievals, va ser concretament en la literatura catalana de l'Edat Mitjana. Va ser lector de català a la Martin-Luther-Universität Halle-Wittenberg (1995-98). Doctorat amb una beca de la Fundació d'Estudis alemanya (Deutsche Studienstiftung) amb una tesi sobre el diàleg literari a l'obra de Ramon Llull. De 1999 a 2009 fou professor ajudant a l'Institut de Filologia Romànica i a la xarxa d'investigació Cultures de la Performativitat de la Freie Universität Berlin. Habilitació de càtedra amb un treball sobre l'escenificació de la cosmografia a la literatura èpica renaixentista a França, Espanya i Portugal (2009). Des de 2009, és professor catedràtic de filologia romànica i especialment de literatures i cultures iberoromàniques a la Ruhr-Universität Bochum. Realitza traduccions literàries del català a l'alemany i és coeditor de la Zeitschrift für Katalanistik / Revista d'Estudis Catalans (des de 2006) i editor de diversos llibres, entre els quals Vestigia fabularum. La mitologia antiga a les literatures catalana i castellana (2004), i una antologia de literatura catalana contemporània, traduïda a l'alemany (Die Spezialität des Hauses, 1998). Actualment les seves línies d'investigació se centren en les àrees de la literatura consolatòria medieval i moderna, els processos de constitució del saber en l'èpica renaixentista i la innovació literària entre Romanticisme i Modernisme a Espanya, Hispanoamèrica i Brasil.